# Сиесманъярви
Си́есманъя́рви (фин. Siesmanjärvi) — озеро на территории Хаапалампинского сельского поселения Сортавальского района Республики Карелия.

## Общие сведения
Площадь озера — 0,7 км². Располагается на высоте 57,0 метров над уровнем моря.
Форма озера продолговатая: вытянуто с северо-запада на юго-восток. Берега возвышенные.
Через озеро протекает река Китенйоки, впадающая в реку Тохмайоки.
В озеро расположены два небольшие острова: Юлясаари (фин. Yläsaari) (в северо-западной оконечности озера) и Аласаари (фин. Alasaari) (в юго-восточной оконечности озера).
Населённые пункты близ озера отсутствуют. Ближайший — посёлок Ханнуккаланмяки — расположен в 8 км к востоку от озера.
Код объекта в государственном водном реестре — 01040300211102000013247.